# وارت مانوکیان
وارت (روزا) گئورگی مانوکیان (ارمنی: Վարդ (Ռոզա) Գևորգի Մանուկյան؛ انگلیسی: Vard Manoukyan؛ ۱۲ ژانویهٔ ۱۹۵۵) آهنگساز اهل ارمنستان است. وی از سال میلادی تاکنون مشغول فعالیت بوده است.

## زندگی‌نامه
وی در ۱۲ ژانویه ۱۹۵۵ در واغارشاپات به دنیا آمد و از کالج دولتی موسیقی رومانوس ملیکیان (۱۹۷۴) و کنسرواتوار دولتی کومیتاس ایروان (۱۹۷۹) فارغ‌التحصیل گشت. هویک هوویان همسر وی می‌باشد. وی برنده جوایزی همچون چهره هنری شایسته جمهوری ارمنستان شد.

## یادداشت
1. ↑  Վաչե Հովեյան
2. ↑  Շողեր Հովեյան